# Guandacol
Guandacol är en ort i Argentina.   Den ligger i provinsen La Rioja, i den nordvästra delen av landet, 1 100 km nordväst om huvudstaden Buenos Aires. Guandacol ligger 1 066 meter över havet och antalet invånare är 2 525.
Terrängen runt Guandacol är kuperad åt nordväst, men åt sydost är den platt. Trakten runt Guandacol är nära nog obefolkad, med mindre än två invånare per kvadratkilometer.. Guandacol är det största samhället i trakten.
Omgivningarna runt Guandacol är i huvudsak ett öppet busklandskap.